# Mare de Déu de la Trobada
|  | Per al riu del mateix nom vegeu Mare de Déu de la Trobada (riu) |

La Mare de Déu de la Trobada és una ermita del poble de Montferrer, del municipi Montferrer i Castellbò (Alt Urgell). Està situada a la vora del riu del seu mateix nom. Està protegida com a bé cultural d'interès local.

## Descripció
És una església d'una sola nau, de planta rectangular, capçada a llevant per una capçalera de planta quadrangular, més estreta que la nau, a la qual s'obre a través d'un arc de mig punt. La capçalera està coberta amb volta de canó i presenta dues
finestres en arc de mig punt. La nau és coberta per cinc trams de volta de llunetes que sostenen un llosat a doble vessant. A la part alta de la nau, als seus extrems de llevant i de ponent, hi ha dos ulls de bou amb vitralls moderns. La porta del temple és a la façana occidental, i s'obre directament a la nau a través d'un arc de mig punt. Està flanquejada per dues
finestres quadrangulars amb reixes de forja. Adossat a aquesta façana hi ha un porxo cobert per un llosat de fusta de doble vessant, més baix que la façana i amb embigats que reposen sobre uns pilars de secció quadrangular. Els murs laterals de l'edifici són reforçats per cinc grans contraforts a banda i banda.

## Història
La construcció de l'actual església de Santa Maria de la Trobada, fou iniciada l'any 1602 i experimentà nombroses reformes durant el segle xviii. Anteriorment, hi havia hagut una església romànica, construïda al segle xi i identificada com Sant Pere i Sant Feliu de Iel, advocació que es perd durant la baixa edat mitjana, moment en què l'església experimenta una profunda reforma i s'hi afegeixen els paviments de còdols encara visibles avui en dia. Aquesta església romànica, s'hauria assentat sobre un temple anterior, preromànic o paleocristià. Els treballs arqueològics daten aquesta fase cap als segles VI o VII, en una època contemporània a la implantació del cristianisme en aquest sector del Pirineu i a la creació del bisbat d'Urgell.
Davant la capella, formant plaça, hi ha el nou ajuntament del municipi.

## Aplec
Davant la capella cada dilluns de Pasqua si fa un aplec on hi acut gent de tota la ribera de la Seu d'Urgell, normalment primer la gent dina als camps de Bellestar i després es dirigeix davant la capella on es fa un ball.